# Depresión de Ōzu
La depresión de Oozu (大洲盆地 Oozu-bonchi?) es una depresión geográfica que se encuentra en la zona meridional de la prefectura de Ehime, más precisamente en la ciudad de  Oozu. Se forma en el curso medio del río Hiji.

## Características
La depresión de Oozu está constituida por arenas movedizas depositadas por el río Hiji y sus afluentes. Por ello es un importante lugar de producción hortícola. Hacia el este se encuentra la ciudad de Oozu, que se ha desarrollado en ambas márgenes del río Hiji.
Es un punto crucial en las comunicaciones dentro de la prefectura, ya que es atravesada por la autovía de Matsuyama, la ruta Nacional 56 y la línea Yosan de la Japan Railways. Por otro lado es el paso obligado para acceder a la ciudad de Yawatahama y a la península de Sadamisaki.
Dado que en la región de Nanyo son escasas las zonas llanas, se destaca la concentración de industrias (electrónica, plástica, alimenticia, entre otras) y centros de logística. También es importante la actividad comercial.